# Marion Rodewald
Marion Rodewald, född den 24 december 1976 i Mülheim an der Ruhr, Tyskland, är en tysk landhockeyspelare.
Hon tog OS-guld i damernas landhockeyturnering i samband med de olympiska landhockeytävlingarna 2004 i Aten.